# 司馬懿
司馬 懿（しば い、拼音: Sīmǎ Yì、 光和2年（179年） - 嘉平3年8月5日（251年9月7日））は、中国後漢末期から三国時代にかけての武将・政治家。字は仲達（ちゅうたつ）。魏において功績を立て続けて大権を握り、西晋の礎を築いた人物。西晋が建てられると廟号を高祖、諡号を宣帝と追号されたため、『三国志』では「（司馬）宣王」と表記されるが、西晋の始祖であるため独立した伝は立てられていない。

## 生涯

### 名門の家柄
河内郡温県孝敬里出身。司馬防の次男で、楚漢戦争期の十八王の一人である殷王司馬卬の12世孫にあたる。司馬氏は代々尚書などの高官を輩出した名門の家柄で、司馬懿自身幼い頃から厳格な家風の下に育った。
兄に司馬朗（伯達）が、弟に司馬孚（叔達）・司馬馗（季達）・司馬恂（顕達）・司馬進（恵達）・司馬通（雅達）・司馬敏（幼達）らがいる。司馬家の8人の男子は字に全て「達」が付き、聡明な者ぞろいであることから「司馬八達」と呼ばれた。妻に張春華、息子に司馬師・司馬昭らが居る。兄の司馬朗と同様に曹操に出仕した。
司馬懿は若年の頃から聡明で、博覧強記・才気煥発で知られ、優秀な人物が揃っていた司馬八達の中でも最も優れた人物といわれ、崔琰にも高く評価された。内心嫌悪している時も表面上は穏やかに振る舞い、疑り深いが臨機応変に動いたという。

### 曹操への出仕
建安6年（201年）、司馬懿は河内郡で上計掾に推挙された。当時司空だった曹操は司馬懿のことを聞き、その出仕を求めたが、『晋書』宣帝紀によれば、司馬懿は漢の衰微を知っており、曹操に屈することをよしとしなかったため、風痹（リューマチ）を理由に辞退した。当時、名士が高官の招請を断ることは一種の流行となっていた。
司馬懿の出仕については諸説あり、『晋書』宣帝紀によれば、身体の不調を信じなかった曹操は夜に人をやって刺させたが、司馬懿は臥したまま身動きを取らなかった。その後、建安13年（208年）に「丞相となった曹操が、司馬懿を文学掾に任じて「またためらうようであれば、捕らえてでも連れてくるように」と命令したため、やむを得ず出仕し、黄門侍郎・議郎・丞相主簿などを務めた。また『北堂書鈔』に引く『魏略』によれば、好学な司馬懿に対し、己を才に欠けると見なしていた曹洪が補佐を求めた。司馬懿は曹洪との交際を恥に思い、仮病を使い杖をついた。恨みに思った曹洪は曹操に告げ口した。そして曹操に出仕を求められると、杖を投げ捨てて命に応じたという。
建安20年（215年）に曹操が陽平関の戦いに勝利し漢中を制した際、その勢いで劉備が支配して間もない巴蜀を平定するように進言したが、曹操は「隴を得て蜀を望むことはしない」と言って、この意見を退けたという。
建安22年（217年）、太子中庶子に任じられた。曹操は鋭敏に過ぎる司馬懿を警戒していたが、曹丕は司馬懿と親しく、何かと彼を庇っていた。司馬懿の方も、軽挙な行いを慎んで曹丕に仕えたため、絶大な信頼を得るに至り、陳羣・呉質・朱鑠とともに「太子四友」と称された。司馬懿は陳羣に次ぐ第二席を占めている。この頃、疫病で兄の司馬朗を失った。
建安24年（219年）、関羽が荊州から北上して樊城を陥れようとした。この時、首都の許昌以南で関羽に呼応する者が相次ぎ、曹操すら狼狽し遷都の議も上がった。司馬懿は蔣済と共にそれに反対した。さらに孫権勢力を巻き込んで関羽を倒すことを献策し、見事に成功を収めた。この年、厳格で知られる父の司馬防が死去した。

### 蜀との戦い

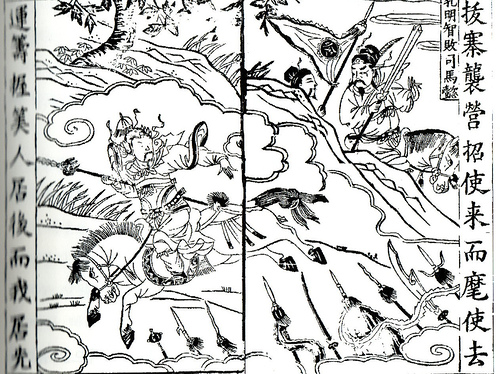
清の時代、描かれた諸葛亮と司馬懿

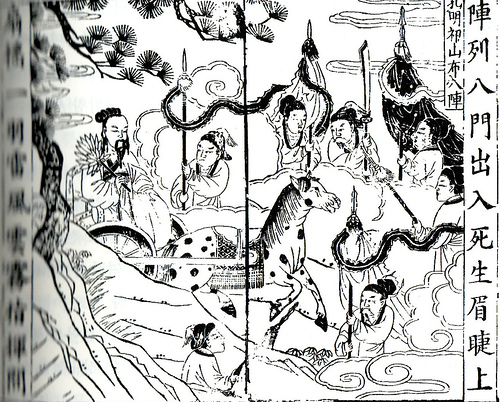
清の時代に描かれた諸葛亮と司馬懿の対峙の様子

建安25年（220年）、曹操が死去した際に、遺体を鄴に運び葬儀を主催することを曹丕に命じられた。曹丕が魏王に即位すると、司馬懿は河津亭侯に封じられ、丞相長史となった。同年、献帝からの禅譲を受け魏の皇帝となった曹丕は、司馬懿を尚書とした。また督軍、御史中丞にも任じ、安国郷侯に封じた。
黄初2年（221年）、侍中・尚書右僕射となった。親征を行う曹丕の留守を守っていた司馬懿は、黄初5年（224年）に向郷侯に改封され、仮節・撫軍大将軍・録尚書事に叙せられ、5000人の兵権を与えられた。これは有力な将軍であった夏侯尚が病死したことによるものであった。司馬懿があまりに負担が大きいとして辞退すると、曹丕は「雑事にかまけてばかりで、休む暇もないのだ。栄誉を与えるというのではなく、ただ苦労を取り持ってほしいのだよ」と言ったため、引き受けざるを得なくなった。
黄初7年（226年）、曹丕が崩御し、その子の曹叡が皇帝に即位した。曹丕が死ぬ際には曹真・陳羣・曹休と共に曹叡の補佐を託された。曹叡は母の甄氏が誅殺されたことで長らく宮廷から遠ざけられており、臣下たちとはほとんど面識がなかった。このため、即位した曹叡は父の代からの重臣であった司馬懿や陳羣らを引き続き重用し、政事にあたらせた。同年、襄陽に侵攻した諸葛瑾・張覇らを徐晃らとともに破り、張覇を斬った。この功により驃騎将軍に昇進し、曹真・曹休に次ぐ第三位の軍人となった。
太和元年（227年）6月、司馬懿は勅命によって宛城に駐屯し、荊豫二州諸軍事となり、魏の南部を守る役目に就いた。

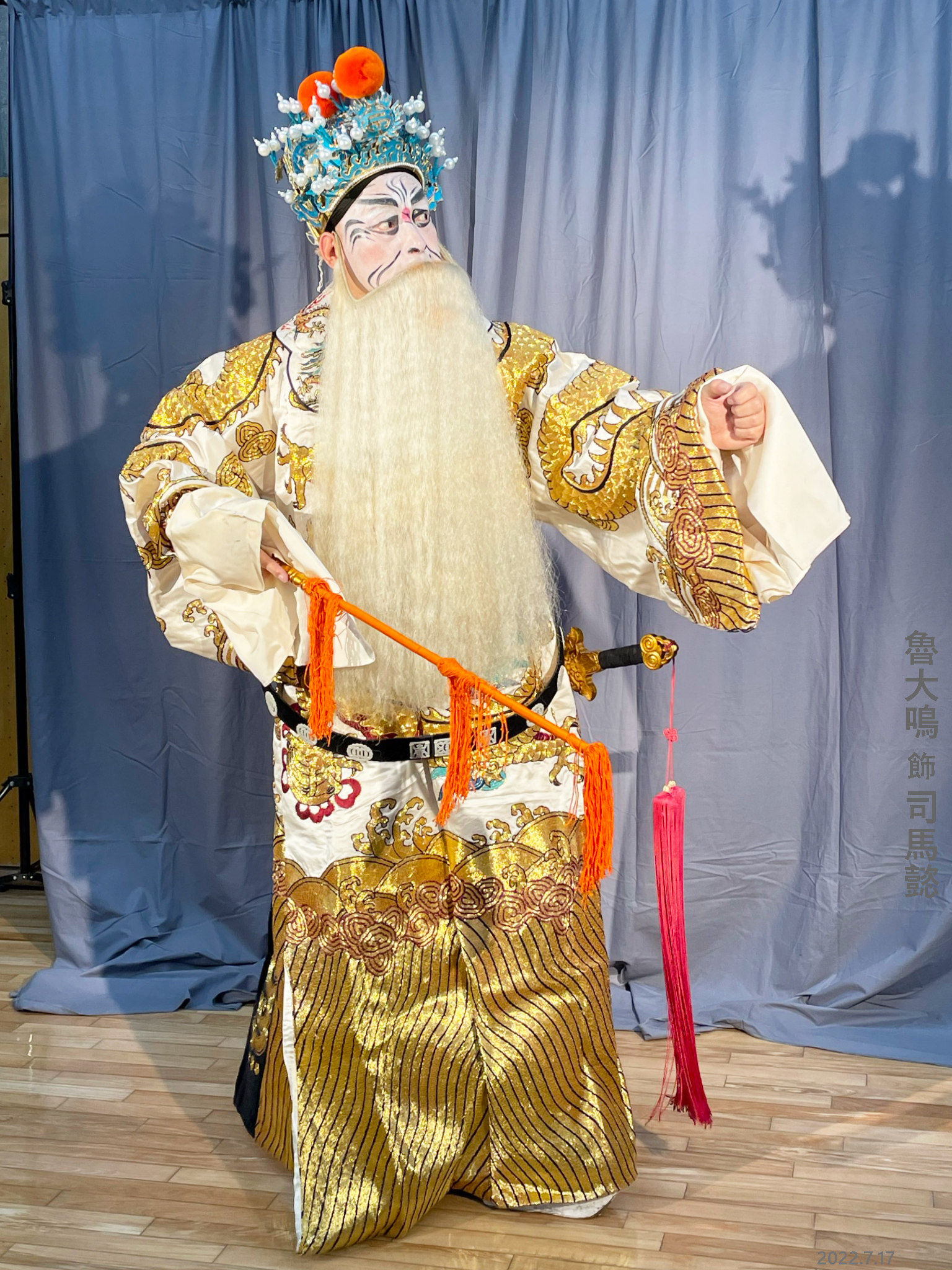
京劇の司馬懿。演目は「空城計」。馬上から、城壁の上の諸葛亮に語りかけている。右手に鞭を持ち、左手で馬の手綱を握っている。京劇の演技の約束ごとで、彼がいま馬に乗っていることを示す。顔が白いのは、京劇のくまどりの約束ごとで、悪役であることを示す。

太和2年（228年）、孟達が蜀漢の諸葛亮と内応して魏に叛いた。諸葛亮は孟達に司馬懿を警戒するよう伝えていたが、宛城から孟達の任地である上庸新城までは、通常の行軍で1か月はかかる道程であり、孟達は十分対処できると考えていた。司馬懿は丁寧な書簡を送って孟達を躊躇させた上で、昼夜兼行の進軍を強行し、わずか8日で上庸までたどり着いた。城を包囲された孟達は、同僚や部下に次々と離反された。司馬懿は攻城16日間で新城を陥落させ、孟達を斬首した。この電光石火の対処に諸葛亮ら蜀漢の中枢は動揺し、北伐に関する戦略の幅は大きく狭められることとなった。
同年、孫権の謀略により、曹叡は皖・江陵・濡須東関の三方面のルートから大規模に侵攻した。曹休は呉軍に敗れ、数万の死者を出した。一方、司馬懿・張郃率いる雍・涼大軍は朱然の守備する江陵を攻めるが、落とすことができず撤退した。
太和4年（230年）、大将軍に昇進した。
太和5年（231年）、蜀漢に対する戦線の総司令であった曹真の死に伴い、司馬懿はその後任として張郃・郭淮らを従え、諸葛亮と対戦した（祁山の戦い）。しかし積極的な攻撃は行わず、陣地に立てこもったままであった。大軍が近くに到達しておきながら、包囲されている祁山の魏兵を救わないことに不満を持った張郃らが司馬懿を非難したため、司馬懿は大いに悩んだが、状況を制しきれず、張郃と共に出撃し、かえって大敗した。またこの年、隴西地方は不作であり、緒戦で諸葛亮に麦を刈り取られたことも相俟って魏軍では兵糧が尽きていたが、郭淮が異民族に食料を供出させたため、なんとか飢えを凌いだ。一方、蜀漢軍も長雨により食糧不足に悩まされており、持久戦の後に撤退を開始した。この際、司馬懿は張郃に追撃させたが、伏兵に高所から弓矢を乱射され、張郃は射殺された。
青龍2年（234年）、諸葛亮が5度目の北伐を敢行した（五丈原の戦い）。この戦いで司馬懿は郭淮・辛毗らと共に防衛に徹した。前哨戦となる陽遂の戦いでは、司馬懿は諸葛亮の北原を攻撃するかにみせかける陽動にのせられ、諸葛亮の狙いが陽遂ではなく北原と判断し、北原へと軍を進めてしまうものの、郭淮の活躍と武功水の増水で、諸葛亮の渡河攻撃は失敗した。渭水、武功水を挟んで行われた攻防の後、五丈原にて司馬懿と諸葛亮は対峙を続けた。諸葛亮は屯田を行って持久戦の構えをとったものの、ついに病死し、蜀漢軍は撤退した。蜀漢軍が退却したのち、司馬懿はその陣跡を見るや「諸葛亮は天下の奇才だ」と漏らした。『漢晋春秋』によると、司馬懿は撤退する蜀漢軍に追撃をかけようとしたが、蜀漢軍が魏軍に再度攻撃する様子を示したので司馬懿は退却した。その事で人々は「死せる諸葛、生ける仲達を走らす」と言った。ある人がこの話を司馬懿に報告すると、司馬懿は「私は生者のする事は推し測れるが、死者のする事は推し測れない」と答えた。
青龍3年（235年）、蜀漢の馬岱が攻め込んで来たが、配下の牛金に命じて撃退させた。また、武都の氐王の苻双と強端を降伏させた。この年、司馬懿は三公の一つ太尉に就任し、魏の軍事面でのトップとなった。

### 公孫淵の征討
景初2年（238年）、遼東に拠っていた公孫淵が反乱を起こし、司馬懿は征討を命じられた。このとき曹叡が、公孫淵はどのような策を取るか司馬懿に尋ねると、司馬懿は「（公孫淵が）城を捨てて逃れるは上策、遼水に拠って我が大軍に抗するは次策、襄平に籠もるなら生捕りになるだけです」と答えた。その意を問われると「知恵者ならば、城を捨てることも有るでしょうが、公孫淵はそんな策を考えつける人物ではありません」と言い、往復に要する時間については「往路に100日、復路に100日、戦闘に100日、その他休養などに60日を当てるとして、1年もあれば十分でしょう」と答えた。司馬懿は毌丘倹、胡遵らとともに公孫淵討伐に出発した。司馬懿が遼東に到着したころ、遼東では長雨が続いていたため、遠征はさらに長引くおそれがあった。廷臣たちは遠征の中止を曹叡に訴えたが、曹叡は「司馬公は機に応じて戦略を立てることのできる人物だ。彼に任せておけば間違いはない」と言い、取り合わなかった。
魏の征討に対し、公孫淵は呉に援軍を求めた。孫権は使者を殺害しようとしたが、配下の羊衜は恩を売った方が得策と進言した。そこで孫権は、「司馬公は用兵に優れ、自在に使うこと神の如しという。そんな人物を相手にせねばならないとは、あなたもお気の毒だ」と書簡を送りつつも、援軍を約束した。司馬懿は野戦で公孫淵が派遣した軍勢を破り、公孫淵は籠城した。公孫淵軍は兵は多く、食料は少なかった。司馬懿は持久戦を採り、攻め急がなかった。配下の陳珪は、孟達を滅ぼした時は速攻を掛けたのに、今急がない理由が分からないと質問した。司馬懿は「孟達の兵力は少なかったが兵糧は一年分あり、自軍は四倍の兵力だが兵糧は一月分しか無かった。兵力が多く兵站の確保が難しいときにはある程度犠牲が出ようとも速戦でかたをつけるべきで、逆に兵力が少なく兵站が安定している場合には持久戦を行うのがよい」と語った。
司馬懿の思惑通り、公孫淵軍の食料は底をついた。公孫淵は使者を送り、人質を差し出して和議と助命を嘆願した。司馬懿はこれに対し、次のように弁じて拒絶した。「戦には五つの要点がある。戦意があるときに闘い、戦えなければ守り、守れなければ逃げる。あとは降るか死ぬかだ。お前は降伏しようともしなかったな。ならば死あるのみ。人質など無用である」
公孫淵は子の公孫脩とともに数百騎の騎兵隊を率いて包囲を突破して逃亡したが、司馬懿は追撃して公孫淵親子を斬り殺した。城は陥落し、司馬懿は遼東の制圧に成功するが、その後の処置は苛烈を極めるものであった。中原の戦乱から避難してきた人々が大量に暮らしていた遼東は、いつまた反魏の温床になるかわからないということで、司馬懿はまず襄平の住民を、避難民と地元民を分けさせた。次いで、地元民の15歳以上の男子7000人余りを殺して京観を築き、さらに公孫淵の高官たち2千余人も殺害したという。また、（公孫淵に）騙し惑わされて来た者を許すとして、中国（中原）からの移住者が帰国を望むなら許すと布告した。司馬懿の残虐な戦後処理は後世において筆誅の対象となり、唐代に編纂された『晋書』では、「王朝の始祖たる人物が、徒に大量の血を流したことが、ひいては子々孫々に報いとなって降りかかったのだ」と批判された。
呉は援軍を送ったものの、既に公孫淵父子が敗死した後だったとして、遼東で略奪して引き上げている。

### 権力闘争

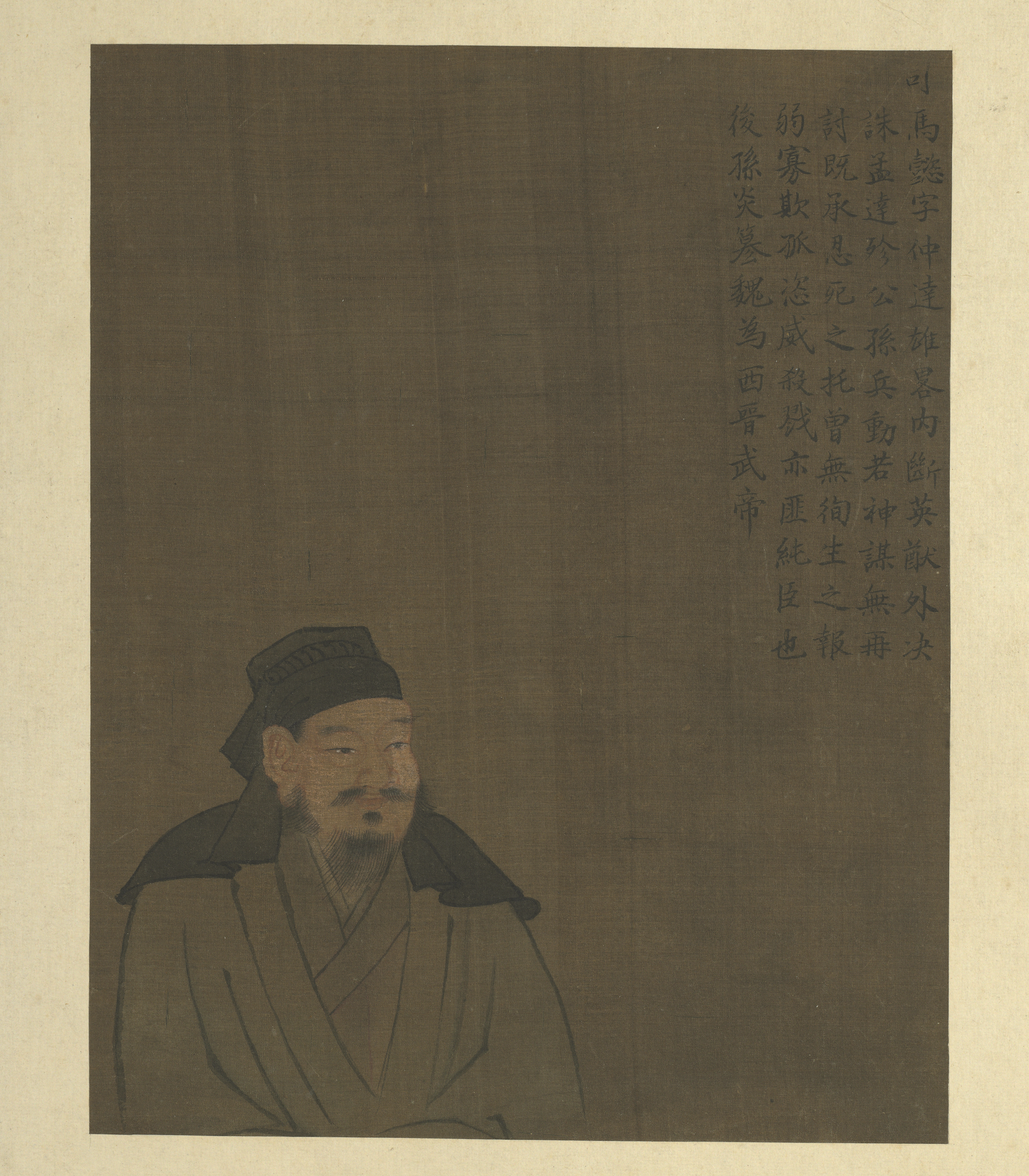
司馬懿（歴代聖賢半身像冊）

景初3年（239年）、司馬懿が遼東から帰還する最中に曹叡は病に倒れた。この際、司馬懿に長安へ戻るよう勅書が伝えられたが、その後曹叡直筆の文書で都の洛陽に戻るよう伝えられた。いまわの際に駆けつけた司馬懿に対し、曹叡は、曹真の長男曹爽と共に次代の帝曹芳の補佐を託した。『漢晋春秋』によると、曹叡は当初曹宇を大将軍に任じ後事を託そうと考えていたが、劉放と孫資の2人の進言により彼を罷免し、曹爽と司馬懿の2人に後事を託すことになったという。
権力独占を狙う曹爽の画策により、司馬懿は名誉職に近い、太子の教育係である太傅に転任させられた。ただし、軍権はそのままで、依然として対蜀漢の最前線を任されていたため、曹爽が内政、司馬懿が軍事を分け合う形になった。また、曹爽と同じく、剣履上殿（剣を帯び靴を履いたまま昇殿しても許される）・入朝不趨（謁見時に小走りに走らずともよい）・謁賛不名（皇帝に目通りする際は実名を避けてもらえる）の特権を与えられた。また、駐屯地の農業を振興し、大いに名声を高めた。
当初は曹爽が年長の司馬懿を立てていたため、大きな混乱は見られなかった。正始2年（241年）、呉の朱然らが樊城を包囲すると、朱然を退けた（芍陂の役）。『晋書』宣帝紀および『三国志』斉王紀に引く干宝『晋紀』によれば、この戦いで司馬懿は自ら軽騎兵を指揮して救援に赴き、朱然を退けた。
正始4年（243年）には呉の諸葛恪を撤退させた。司馬懿は諸葛恪を攻撃しようとするが、孫権は占いに従って既に諸葛恪を別の戦地に移動させていた。孫権は自ら司馬懿を迎え撃ち、司馬懿は城を落とすことができず退却した。
正始5年（244年）、曹爽は蜀漢出兵（興勢の役）の際、司馬昭を征蜀将軍として従軍させた。司馬懿はこの出兵に賛同していなかった。結果として出兵は成功せず、撤退時には多大な犠牲を強いられた。
曹爽一派は増長し、事あるごとに司馬懿と衝突するようになった。正始7年（246年）の呉の侵攻では、曹爽は逃げて来た住民を帰すよう主張した。司馬懿は反対したが聞き入れられなかった。司馬懿は部下に対し「大将軍（曹爽）の命令で」と告げて農民に帰還するよう命じさせ、怒った農民達は後に退去し、魏は民を失った。呉の朱然の猛攻によって曹爽は1万人以上の兵を失い、惨敗を喫した（柤中の戦い）。
正始8年（247年）5月、司馬懿は病と称して政治から身を引いた。しかし曹爽は司馬懿を警戒していたので、李勝に見舞いと近況報告の名目で様子を探らせた。司馬懿は一芝居を打ち、李勝が言ったことを何度も聞き間違えたり、粥をまともに飲めず胸元にこぼすなどして、耄碌した姿を見せた。この様子を聞いた曹爽は安心し、司馬懿への警戒心を緩めた。『魏末伝』では、李勝は司馬懿の衰えように涙を流している。
正始10年（249年）1月6日、曹爽が曹芳の供をして曹叡の墓参りに行くため洛陽を留守にした機会を見計らって、司馬懿はクーデターを起こした（高平陵の変）。司馬懿は郭太后に上奏し、曹爽兄弟の官職を解任する令を得た。次いで司馬師・司馬孚に洛陽の宮城を制圧させ、郭太后の令を用いて高柔・王観に命じて洛陽の曹爽・曹羲の陣営を制圧し、洛陽を制圧した。司馬懿は蔣済とともに洛水の岸辺に布陣し、免官するだけだと曹爽を説得して、戦わずして降伏させた。曹爽本人やその一族に対しては、食事の買い出しすらできぬほどの監視下において軟禁した。しかし、1月10日、曹爽らに謀反の企みがあったとして、結局は一族郎党皆殺しにした。また、曹爽の腹心の何晏・桓範らも同様に一族もろとも処刑した。
曹芳は2月に丞相の地位を、12月には九錫の下賜を打診したが、司馬懿はどれも固辞した。
嘉平3年（251年）、楚王曹彪を擁立して曹氏の実権を取り戻さんとする王淩らによるクーデターを、密告により察知した（王淩の乱）。司馬懿は証拠を握ると、硬軟両面で王淩を追い込み、降伏させた。司馬懿が自分を殺すつもりであることを悟った王淩は自殺し、曹彪もまた自殺を命じられた。この事件の後、魏の皇族をすべて曹操時代の魏都であった鄴に軟禁し、互いに連絡を取れないようにした。
4月に司馬懿は都に戻ったが、6月に病となり、8月に73歳で没した。曹芳は相国と郡公を追贈しようとしたが、司馬孚は兄の意志であるとして辞退した。遺言どおり、司馬懿は首陽山に薄葬で埋葬された。司馬懿が死去すると、曹操の太祖廟に25人目の功臣として祀られた。その際、官位の高い者順に並べ替えるべきとの意見が出され、司馬懿が功臣の最上位にされた。
後に孫の司馬炎が魏より禅譲を受けて正式に皇帝となると、祖父の司馬懿を高祖宣帝と追号した。

## 逸話
司馬懿が遠大な志を抱いていると考えていた曹操は、彼が「狼顧の相」を持つという噂を聞きつけ、司馬懿の背後から名前を呼んでみた。すると、司馬懿は体を正面に向けたまま頭部のみ真後ろに振り向いた（首を180度後ろに捻転させることができた）。また以前には、3頭の馬が1つの槽（おけ）から餌を食べる夢を見ていたこともあったため、曹操はひどく嫌悪した。そして、子の曹丕に対して「司馬懿は一臣下として終わる人間ではあるまい。必ずやおまえの政事に関わってこよう」と語ったが、司馬懿を重んじていた曹丕は意に介さなかったという。本来「狼顧」というのは「狼が用心深く背後を振り返るように、警戒心が強く老獪なこと」を指す言葉であるが、『晋書』では、司馬懿の残忍さが狼顧の相に結びつけられている。
司馬懿の現存する詩は、『晋書』に収録された以下の「讌飲詩」一首のみである。

## 評価
司馬懿の死後、その権力を継承した司馬師と司馬昭は魏の皇帝を廃立し、最終的に孫の司馬炎が禅譲を受けて皇帝に即位した。司馬懿自身が生前に簒奪の意図を明示したという記録はないが、井波律子が「司馬懿は文帝・明帝の遺命を受けながら、最終的に魏王朝の簒奪をもくろむ裏切り者の烙印を、これまた千古に押されつづけ」たと述べているように、後世の評価としては魏王朝の簒奪を考えていたとされることが多く、その評判は芳しくない。
司馬氏の西晋を滅ぼした一人である後趙の石勒は、司馬懿が郭太后を利用したことを、曹操が献帝を利用したことに引き比べて「大丈夫（立派な男性）たる者、磊磊落落、日月が明るく輝くように物事を行うべきであって、曹孟徳（曹操）や司馬仲達父子（司馬懿・司馬師・司馬昭）のように、孤児（献帝）や寡婦（郭太后）を欺き、狐のように媚びて天下を取るような真似は絶対にできない」と非難している。これ以降、司馬懿といえばずる賢い乗っ取り屋というイメージが出来、歴代の評価を見てもほとんど高評価されていない。
唐の太宗が編纂させた『晋書』では、おおむね司馬懿をけなす文章が多く、東晋の明帝が西晋の成立過程を聞き「ああ、どうして我が朝が長続きしようか」と悲嘆したという話も載っている。劉知幾の子である劉餗が著した『隋唐嘉話』によれば、病と老齢を理由に出征を辞退する家臣の李靖に対し、太宗は「頑張りたまえ。かつて司馬仲達も老齢で病に侵されてはいたが、ついには努めて、魏で勲功を打ち立てたな（司馬懿は仮病をして、ついには魏を乗っ取ってしまったが、君はそうではないよな）」と言ったという。
明の王夫之は、『読通鑑論』において「（同じ簒奪者として）曹操は数々の功績を打ち立てたが、司馬懿はそうではない。曹操は乱世の中から天子を迎えて漢の社稷を蘇らせた（という名目がある）が、司馬懿の乗っ取りは全く大義名分がない」と批判している。
日本でも吉田松陰は、君道と臣道を厳別し、その著書『講孟箚記』（『講孟余話』）の中で君道の上の教戒として「曹操・司馬懿、智術を揮ひて一時を籠絡すと云へども、天下後世誰か其の心を信ずる者あらん。名づけて姦雄と称し、永く乱臣賊子の亀鑑とす。噫、畏るべきかな。抑操・懿の如き臣あるは、皆人君の罪なり。最も人君の恥なり。況や君に告ぐるの体、君をして戒懼の心を起さしむるを要とす。何ぞ必ずしも此の章を削り去ることを用いんや。」と記し、乱臣賊子の見本として挙げ、曹操や司馬懿のような臣下があるということは、君主自身の罪であり君主にとって最大の恥であるとしている。

## 宗室
- 『晋書』本紀巻1～10、列伝巻7・8・29・44・68・69による
- 太字は皇帝（追贈含む）、数字は即位順。
- 灰網掛けは八王の乱にて殺害された人物。

|                 |                 |                 |                 |                 |                 |  |  |                 |                 |                 |                 |                 |                 |  |  |                 |                 |                 |                 |                 |                 |  |  |               |               |               |               |               |               |  |  | 舞陽侯 司馬防 |               |               |               |               |               |  |  |               |               |               |               |               |               |  |  |                |                |                |                |                |                |  |  |                |                |                |                |                |                |  |  |                 |                 |                 |                 |                 |                 |  |  |               |               |               |               |               |               |  |  |  |  |  |  |  |  |  |  |  |  |  |  |  |  |  |  |  |  |  |  |  |  |  |  |  |  |  |  |  |  |  |  |  |  |  |  |  |  |  |  |  |  |  |  |  |  |  |  |
|                 |                 |                 |                 |                 |                 |  |  |                 |                 |                 |                 |                 |                 |  |  |                 |                 |                 |                 |                 |                 |  |  |               |               |               |               |               |               |  |  |               |               |               |               |               |               |  |  |               |               |               |               |               |               |  |  |                |                |                |                |                |                |  |  |                |                |                |                |                |                |  |  |                 |                 |                 |                 |                 |                 |  |  |               |               |               |               |               |               |  |  |  |  |  |  |  |  |  |  |  |  |  |  |  |  |  |  |  |  |  |  |  |  |  |  |  |  |  |  |  |  |  |  |  |  |  |  |  |  |  |  |  |  |  |  |  |  |  |  |
|                 |                 |                 |                 |                 |                 |  |  |                 |                 |                 |                 |                 |                 |  |  |                 |                 |                 |                 |                 |                 |  |  |               |               |               |               |               |               |  |  |               |               |               |               |               |               |  |  |               |               |               |               |               |               |  |  |                |                |                |                |                |                |  |  |                |                |                |                |                |                |  |  |                 |                 |                 |                 |                 |                 |  |  |               |               |               |               |               |               |  |  |  |  |  |  |  |  |  |  |  |  |  |  |  |  |  |  |  |  |  |  |  |  |  |  |  |  |  |  |  |  |  |  |  |  |  |  |  |  |  |  |  |  |  |  |  |  |  |  |
|                 |                 |                 |                 |                 |                 |  |  |                 |                 |                 |                 |                 |                 |  |  | (追)宣帝 司馬懿 | (追)宣帝 司馬懿 | (追)宣帝 司馬懿 | (追)宣帝 司馬懿 | (追)宣帝 司馬懿 | (追)宣帝 司馬懿 |  |  |               |               |               |               |               |               |  |  |               |               |               |               |               |               |  |  |               |               |               |               |               |               |  |  | 安平王 司馬孚  | 安平王 司馬孚  | 安平王 司馬孚  | 安平王 司馬孚  | 安平王 司馬孚  | 安平王 司馬孚  |  |  |                |                |                |                |                |                |  |  | 東武城侯 司馬馗 | 東武城侯 司馬馗 | 東武城侯 司馬馗 | 東武城侯 司馬馗 | 東武城侯 司馬馗 | 東武城侯 司馬馗 |  |  |               |               |               |               |               |               |  |  |  |  |  |  |  |  |  |  |  |  |  |  |  |  |  |  |  |  |  |  |  |  |  |  |  |  |  |  |  |  |  |  |  |  |  |  |  |  |  |  |  |  |  |  |  |  |  |  |
|                 |                 |                 |                 |                 |                 |  |  |                 |                 |                 |                 |                 |                 |  |  | (追)宣帝 司馬懿 | (追)宣帝 司馬懿 | (追)宣帝 司馬懿 | (追)宣帝 司馬懿 | (追)宣帝 司馬懿 | (追)宣帝 司馬懿 |  |  |               |               |               |               |               |               |  |  |               |               |               |               |               |               |  |  |               |               |               |               |               |               |  |  | 安平王 司馬孚  | 安平王 司馬孚  | 安平王 司馬孚  | 安平王 司馬孚  | 安平王 司馬孚  | 安平王 司馬孚  |  |  |                |                |                |                |                |                |  |  | 東武城侯 司馬馗 | 東武城侯 司馬馗 | 東武城侯 司馬馗 | 東武城侯 司馬馗 | 東武城侯 司馬馗 | 東武城侯 司馬馗 |  |  |               |               |               |               |               |               |  |  |  |  |  |  |  |  |  |  |  |  |  |  |  |  |  |  |  |  |  |  |  |  |  |  |  |  |  |  |  |  |  |  |  |  |  |  |  |  |  |  |  |  |  |  |  |  |  |  |
|                 |                 |                 |                 |                 |                 |  |  |                 |                 |                 |                 |                 |                 |  |  |                 |                 |                 |                 |                 |                 |  |  |               |               |               |               |               |               |  |  |               |               |               |               |               |               |  |  |               |               |               |               |               |               |  |  |                |                |                |                |                |                |  |  |                |                |                |                |                |                |  |  |                 |                 |                 |                 |                 |                 |  |  |               |               |               |               |               |               |  |  |  |  |  |  |  |  |  |  |  |  |  |  |  |  |  |  |  |  |  |  |  |  |  |  |  |  |  |  |  |  |  |  |  |  |  |  |  |  |  |  |  |  |  |  |  |  |  |  |
| (追)景帝 司馬師 | (追)景帝 司馬師 | (追)景帝 司馬師 | (追)景帝 司馬師 | (追)景帝 司馬師 | (追)景帝 司馬師 |  |  | (追)文帝 司馬昭 | (追)文帝 司馬昭 | (追)文帝 司馬昭 | (追)文帝 司馬昭 | (追)文帝 司馬昭 | (追)文帝 司馬昭 |  |  | 汝南王 司馬亮   | 汝南王 司馬亮   | 汝南王 司馬亮   | 汝南王 司馬亮   | 汝南王 司馬亮   | 汝南王 司馬亮   |  |  | 琅邪王 司馬伷 | 琅邪王 司馬伷 | 琅邪王 司馬伷 | 琅邪王 司馬伷 | 琅邪王 司馬伷 | 琅邪王 司馬伷 |  |  | 梁王 司馬肜   | 梁王 司馬肜   | 梁王 司馬肜   | 梁王 司馬肜   | 梁王 司馬肜   | 梁王 司馬肜   |  |  | 趙王 司馬倫   | 趙王 司馬倫   | 趙王 司馬倫   | 趙王 司馬倫   | 趙王 司馬倫   | 趙王 司馬倫   |  |  | 太原王 司馬瓌  | 太原王 司馬瓌  | 太原王 司馬瓌  | 太原王 司馬瓌  | 太原王 司馬瓌  | 太原王 司馬瓌  |  |  |                |                |                |                |                |                |  |  | 高密王 司馬泰   | 高密王 司馬泰   | 高密王 司馬泰   | 高密王 司馬泰   | 高密王 司馬泰   | 高密王 司馬泰   |  |  |               |               |               |               |               |               |  |  |  |  |  |  |  |  |  |  |  |  |  |  |  |  |  |  |  |  |  |  |  |  |  |  |  |  |  |  |  |  |  |  |  |  |  |  |  |  |  |  |  |  |  |  |  |  |  |  |
| (追)景帝 司馬師 | (追)景帝 司馬師 | (追)景帝 司馬師 | (追)景帝 司馬師 | (追)景帝 司馬師 | (追)景帝 司馬師 |  |  | (追)文帝 司馬昭 | (追)文帝 司馬昭 | (追)文帝 司馬昭 | (追)文帝 司馬昭 | (追)文帝 司馬昭 | (追)文帝 司馬昭 |  |  | 汝南王 司馬亮   | 汝南王 司馬亮   | 汝南王 司馬亮   | 汝南王 司馬亮   | 汝南王 司馬亮   | 汝南王 司馬亮   |  |  | 琅邪王 司馬伷 | 琅邪王 司馬伷 | 琅邪王 司馬伷 | 琅邪王 司馬伷 | 琅邪王 司馬伷 | 琅邪王 司馬伷 |  |  | 梁王 司馬肜   | 梁王 司馬肜   | 梁王 司馬肜   | 梁王 司馬肜   | 梁王 司馬肜   | 梁王 司馬肜   |  |  | 趙王 司馬倫   | 趙王 司馬倫   | 趙王 司馬倫   | 趙王 司馬倫   | 趙王 司馬倫   | 趙王 司馬倫   |  |  | 太原王 司馬瓌  | 太原王 司馬瓌  | 太原王 司馬瓌  | 太原王 司馬瓌  | 太原王 司馬瓌  | 太原王 司馬瓌  |  |  |                |                |                |                |                |                |  |  | 高密王 司馬泰   | 高密王 司馬泰   | 高密王 司馬泰   | 高密王 司馬泰   | 高密王 司馬泰   | 高密王 司馬泰   |  |  |               |               |               |               |               |               |  |  |  |  |  |  |  |  |  |  |  |  |  |  |  |  |  |  |  |  |  |  |  |  |  |  |  |  |  |  |  |  |  |  |  |  |  |  |  |  |  |  |  |  |  |  |  |  |  |  |
|                 |                 |                 |                 |                 |                 |  |  |                 |                 |                 |                 |                 |                 |  |  |                 |                 |                 |                 |                 |                 |  |  |               |               |               |               |               |               |  |  |               |               |               |               |               |               |  |  |               |               |               |               |               |               |  |  |                |                |                |                |                |                |  |  |                |                |                |                |                |                |  |  |                 |                 |                 |                 |                 |                 |  |  |               |               |               |               |               |               |  |  |  |  |  |  |  |  |  |  |  |  |  |  |  |  |  |  |  |  |  |  |  |  |  |  |  |  |  |  |  |  |  |  |  |  |  |  |  |  |  |  |  |  |  |  |  |  |  |  |
| 斉王 司馬攸     | 斉王 司馬攸     | 斉王 司馬攸     | 斉王 司馬攸     | 斉王 司馬攸     | 斉王 司馬攸     |  |  | (1)武帝 司馬炎  | (1)武帝 司馬炎  | (1)武帝 司馬炎  | (1)武帝 司馬炎  | (1)武帝 司馬炎  | (1)武帝 司馬炎  |  |  |                 |                 |                 |                 |                 |                 |  |  | 琅邪王 司馬覲 | 琅邪王 司馬覲 | 琅邪王 司馬覲 | 琅邪王 司馬覲 | 琅邪王 司馬覲 | 琅邪王 司馬覲 |  |  |               |               |               |               |               |               |  |  |               |               |               |               |               |               |  |  | 河間王 司馬顒  | 河間王 司馬顒  | 河間王 司馬顒  | 河間王 司馬顒  | 河間王 司馬顒  | 河間王 司馬顒  |  |  | 東海王 司馬越  | 東海王 司馬越  | 東海王 司馬越  | 東海王 司馬越  | 東海王 司馬越  | 東海王 司馬越  |  |  | 新蔡王 司馬騰   | 新蔡王 司馬騰   | 新蔡王 司馬騰   | 新蔡王 司馬騰   | 新蔡王 司馬騰   | 新蔡王 司馬騰   |  |  | 南陽王 司馬模 | 南陽王 司馬模 | 南陽王 司馬模 | 南陽王 司馬模 | 南陽王 司馬模 | 南陽王 司馬模 |  |  |  |  |  |  |  |  |  |  |  |  |  |  |  |  |  |  |  |  |  |  |  |  |  |  |  |  |  |  |  |  |  |  |  |  |  |  |  |  |  |  |  |  |  |  |  |  |  |  |
| 斉王 司馬攸     | 斉王 司馬攸     | 斉王 司馬攸     | 斉王 司馬攸     | 斉王 司馬攸     | 斉王 司馬攸     |  |  | (1)武帝 司馬炎  | (1)武帝 司馬炎  | (1)武帝 司馬炎  | (1)武帝 司馬炎  | (1)武帝 司馬炎  | (1)武帝 司馬炎  |  |  |                 |                 |                 |                 |                 |                 |  |  | 琅邪王 司馬覲 | 琅邪王 司馬覲 | 琅邪王 司馬覲 | 琅邪王 司馬覲 | 琅邪王 司馬覲 | 琅邪王 司馬覲 |  |  |               |               |               |               |               |               |  |  |               |               |               |               |               |               |  |  | 河間王 司馬顒  | 河間王 司馬顒  | 河間王 司馬顒  | 河間王 司馬顒  | 河間王 司馬顒  | 河間王 司馬顒  |  |  | 東海王 司馬越  | 東海王 司馬越  | 東海王 司馬越  | 東海王 司馬越  | 東海王 司馬越  | 東海王 司馬越  |  |  | 新蔡王 司馬騰   | 新蔡王 司馬騰   | 新蔡王 司馬騰   | 新蔡王 司馬騰   | 新蔡王 司馬騰   | 新蔡王 司馬騰   |  |  | 南陽王 司馬模 | 南陽王 司馬模 | 南陽王 司馬模 | 南陽王 司馬模 | 南陽王 司馬模 | 南陽王 司馬模 |  |  |  |  |  |  |  |  |  |  |  |  |  |  |  |  |  |  |  |  |  |  |  |  |  |  |  |  |  |  |  |  |  |  |  |  |  |  |  |  |  |  |  |  |  |  |  |  |  |  |
|                 |                 |                 |                 |                 |                 |  |  |                 |                 |                 |                 |                 |                 |  |  |                 |                 |                 |                 |                 |                 |  |  |               |               |               |               |               |               |  |  |               |               |               |               |               |               |  |  |               |               |               |               |               |               |  |  |                |                |                |                |                |                |  |  |                |                |                |                |                |                |  |  |                 |                 |                 |                 |                 |                 |  |  |               |               |               |               |               |               |  |  |  |  |  |  |  |  |  |  |  |  |  |  |  |  |  |  |  |  |  |  |  |  |  |  |  |  |  |  |  |  |  |  |  |  |  |  |  |  |  |  |  |  |  |  |  |  |  |  |
| 斉王 司馬冏     | 斉王 司馬冏     | 斉王 司馬冏     | 斉王 司馬冏     | 斉王 司馬冏     | 斉王 司馬冏     |  |  | (2)恵帝 司馬衷  | (2)恵帝 司馬衷  | (2)恵帝 司馬衷  | (2)恵帝 司馬衷  | (2)恵帝 司馬衷  | (2)恵帝 司馬衷  |  |  | 楚王 司馬瑋     | 楚王 司馬瑋     | 楚王 司馬瑋     | 楚王 司馬瑋     | 楚王 司馬瑋     | 楚王 司馬瑋     |  |  | 淮南王 司馬允 | 淮南王 司馬允 | 淮南王 司馬允 | 淮南王 司馬允 | 淮南王 司馬允 | 淮南王 司馬允 |  |  | 長沙王 司馬乂 | 長沙王 司馬乂 | 長沙王 司馬乂 | 長沙王 司馬乂 | 長沙王 司馬乂 | 長沙王 司馬乂 |  |  | 成都王 司馬穎 | 成都王 司馬穎 | 成都王 司馬穎 | 成都王 司馬穎 | 成都王 司馬穎 | 成都王 司馬穎 |  |  | (3)懐帝 司馬熾 | (3)懐帝 司馬熾 | (3)懐帝 司馬熾 | (3)懐帝 司馬熾 | (3)懐帝 司馬熾 | (3)懐帝 司馬熾 |  |  | 呉王 司馬晏    | 呉王 司馬晏    | 呉王 司馬晏    | 呉王 司馬晏    | 呉王 司馬晏    | 呉王 司馬晏    |  |  |                 |                 |                 |                 |                 |                 |  |  | 南陽王 司馬保 | 南陽王 司馬保 | 南陽王 司馬保 | 南陽王 司馬保 | 南陽王 司馬保 | 南陽王 司馬保 |  |  |  |  |  |  |  |  |  |  |  |  |  |  |  |  |  |  |  |  |  |  |  |  |  |  |  |  |  |  |  |  |  |  |  |  |  |  |  |  |  |  |  |  |  |  |  |  |  |  |
| 斉王 司馬冏     | 斉王 司馬冏     | 斉王 司馬冏     | 斉王 司馬冏     | 斉王 司馬冏     | 斉王 司馬冏     |  |  | (2)恵帝 司馬衷  | (2)恵帝 司馬衷  | (2)恵帝 司馬衷  | (2)恵帝 司馬衷  | (2)恵帝 司馬衷  | (2)恵帝 司馬衷  |  |  | 楚王 司馬瑋     | 楚王 司馬瑋     | 楚王 司馬瑋     | 楚王 司馬瑋     | 楚王 司馬瑋     | 楚王 司馬瑋     |  |  | 淮南王 司馬允 | 淮南王 司馬允 | 淮南王 司馬允 | 淮南王 司馬允 | 淮南王 司馬允 | 淮南王 司馬允 |  |  | 長沙王 司馬乂 | 長沙王 司馬乂 | 長沙王 司馬乂 | 長沙王 司馬乂 | 長沙王 司馬乂 | 長沙王 司馬乂 |  |  | 成都王 司馬穎 | 成都王 司馬穎 | 成都王 司馬穎 | 成都王 司馬穎 | 成都王 司馬穎 | 成都王 司馬穎 |  |  | (3)懐帝 司馬熾 | (3)懐帝 司馬熾 | (3)懐帝 司馬熾 | (3)懐帝 司馬熾 | (3)懐帝 司馬熾 | (3)懐帝 司馬熾 |  |  | 呉王 司馬晏    | 呉王 司馬晏    | 呉王 司馬晏    | 呉王 司馬晏    | 呉王 司馬晏    | 呉王 司馬晏    |  |  |                 |                 |                 |                 |                 |                 |  |  | 南陽王 司馬保 | 南陽王 司馬保 | 南陽王 司馬保 | 南陽王 司馬保 | 南陽王 司馬保 | 南陽王 司馬保 |  |  |  |  |  |  |  |  |  |  |  |  |  |  |  |  |  |  |  |  |  |  |  |  |  |  |  |  |  |  |  |  |  |  |  |  |  |  |  |  |  |  |  |  |  |  |  |  |  |  |
|                 |                 |                 |                 |                 |                 |  |  | 愍懐太子 司馬遹 | 愍懐太子 司馬遹 | 愍懐太子 司馬遹 | 愍懐太子 司馬遹 | 愍懐太子 司馬遹 | 愍懐太子 司馬遹 |  |  |                 |                 |                 |                 |                 |                 |  |  |               |               |               |               |               |               |  |  |               |               |               |               |               |               |  |  |               |               |               |               |               |               |  |  |                |                |                |                |                |                |  |  | (4)愍帝 司馬鄴 | (4)愍帝 司馬鄴 | (4)愍帝 司馬鄴 | (4)愍帝 司馬鄴 | (4)愍帝 司馬鄴 | (4)愍帝 司馬鄴 |  |  |                 |                 |                 |                 |                 |                 |  |  |               |               |               |               |               |               |  |  |  |  |  |  |  |  |  |  |  |  |  |  |  |  |  |  |  |  |  |  |  |  |  |  |  |  |  |  |  |  |  |  |  |  |  |  |  |  |  |  |  |  |  |  |  |  |  |  |

- 后妃
  - 正室：張春華（宣穆皇后）
  - 側室：伏夫人、張夫人、柏夫人
- 子女
  1. 景帝 司馬師（子元）- 母は張春華
  2. 文帝 司馬昭（子上）- 母は張春華
  3. 汝南文成王 司馬亮（子翼）- 母は伏夫人
  4. 琅邪武王 司馬伷（子将）- 母は伏夫人
  5. 清恵亭侯 司馬京（子佐）- 母は伏夫人
  6. 平原王 司馬榦（子良）- 母は張春華
  7. 扶風武王 司馬駿（子臧）- 母は伏夫人
  8. 梁孝王 司馬肜（子徽）- 母は張夫人
  9. 趙王 司馬倫（子彝）- 母は柏夫人

  - 南陽公主 （荀惲の子の荀霬の妻、母：張春華）
  - 高陸公主 （杜預の妻）

## 司馬懿を主題とした作品
漫画
- 青木朋『三国志ジョーカー』 秋田書店・ボニータコミックス - 若き日の司馬懿が主人公の漫画。ISBN 4253097871(2010年)ほか。
- 末弘『漢晋春秋司馬仲達伝三国志 しばちゅうさん』講談社・イブニングKC - 司馬懿が主人公のギャグ漫画。
- 陳某（中国語版）『三国志群雄伝 火鳳燎原（中国語版）』 メディアファクトリー・東立出版社 - 司馬懿が主人公の漫画。

テレビドラマ
- 『三国志〜司馬懿 軍師連盟〜』（2017年、中国、主演：ウー・ショウポー（中国語版））- 司馬懿が主人公のテレビドラマ。

小説
- 塚本靑史『仲達』 2009年、角川書店